# Sven Jansson (agronom)
Sven Ludvig Holst Jansson, född 30 juni 1919 i Lund, död 19 mars 2000 i Helga Trefaldighets församling i Uppsala, var en svensk agronom och jordbruksforskare.  
Sven Jansson avlade 1946 agronomexamen och var från 1962 professor i växtnäringslära vid Lantbrukshögskolan och 1977–1985 vid Sveriges lantbruksuniversitet.  
Sven Jansson blev ledamot av Lantbruksakademien 1964 och av Ingenjörsvetenskapsakademien 1978. Han är begravd på Hammarby kyrkogård utanför Uppsala.